# Steinbrünning
Steinbrünning ist ein Gemeindeteil der Gemeinde Saaldorf-Surheim im oberbayerischen Landkreis Berchtesgadener Land.

## Geographie
Das Kirchdorf liegt auf einer Anhöhe. Der Ort wird westlich von der Kreisstraße BGL 3 tangiert, die nach Saaldorf (2,2 km südlich) bzw. nach Abtsdorf führt (1,5 km nördlich). Eine Gemeindeverbindungsstraße führt nach Hausen (0,8 km östlich) bzw. die BGL 3 kreuzend nach Leustetten (1,5 km westlich), eine weitere führt nach Öd (0,7 km nördlich). Ein landwirtschaftlicher Verkehrsweg führt nach Döderholzen (0,7 km nordöstlich).

## Geschichte
Steinbrünning gehört seit dem Gemeindeedikt von 1818 zur Gemeinde Saaldorf.

## Bau- und Bodendenkmäler
- Burgstall Steinbrünning
- Haus Nr. 10: Wohnteil des ehemaligen Bauernhauses
- Haus Nr. 28: katholische Filialkirche St. Johann Baptist
- Haus Nr. 30: Gasthaus
- Haus Nr. 45: Bauernhaus